# Magyarország története (könyvsorozat, 2009)
A Magyarország története egy 24 kötetes magyar történelmi ismeretterjesztő könyvsorozat, a Kossuth Kiadó és a Metropol napilap nyolcadik közös sorozata. Főszerkesztője Romsics Ignác. A kötetek kizárólag újságárusoknál voltak megvásárolhatóak, vagy a kiadó honlapján. A kiadást hároméves előkészítő fázis előzte meg. A sorozat tematikáját követve azonos címmel dokumentumfilm-sorozatot is készített a Magyar Televízió.

## Kötetek
Egy kötet kb. 104–112 oldal, 210x275 mm. A teljes sorozat kb. 4000 illusztrációt tartalmaz.
1. Fodor István. Őstörténet és honfoglalás (2009. április 22.). ISBN 978-963-09-5679-6
2. Font Márta. Államalapítás 970–1038 (2009. április 29.). ISBN 978-963-09-5680-2
3. Koszta László. Válság és megerősödés 1038–1196 (2009. május 13.). ISBN 978-963-09-5681-9
4. Zsoldos Attila. Nagy uralkodók és kiskirályok a 13. században (2009. május 27.). ISBN 978-963-09-5682-6
5. Csukovits Enikő. Az Anjouk birodalma 1301–1387 (2009. június 10.). ISBN 978-963-09-5683-3
6. C. Tóth Norbert. Luxemburgi Zsigmond uralkodása 1387–1437 (2009. június 24.). ISBN 978-963-09-5684-0
7. Pálosfalvi Tamás. A Hunyadiak kora 1437–1490 (2009. július 8.). ISBN 978-963-09-5685-7
8. Tringli István. Mohács felé 1490–1526 (2009. július 29.). ISBN 978-963-09-5686-4
9. Pálffy Géza. A három részre szakadt ország 1526–1606 (2009. augusztus 19.). ISBN 978-963-09-5687-1
10. Pálffy Géza. Romlás és megújulás 1606–1703 (2009. szeptember 2.). ISBN 978-963-09-5688-8
11. Gebei Sándor. A Rákóczi-szabadságharc 1703–1711 (2009. szeptember 16.). ISBN 978-963-09-5689-5
12. Poór János. Megbékélés és újjáépítés 1711–1790 (2009. szeptember 30.). ISBN 978-963-09-5690-1
13. Gergely András. A nemzeti ébredés kora 1790–1848 (2009. október 14.). ISBN 978-963-09-5691-8
14. Hermann Róbert. Forradalom és szabadságharc 1848–1849 (2009. október 28.). ISBN 978-963-09-5692-5
15. Deák Ágnes. Polgári átalakulás és neoabszolutizmus 1849–1867 (2009. november 11.). ISBN 978-963-90-5693-2
16. Kozáry Monika. A dualizmus kora 1867–1914 (2009. november 25.). ISBN 978-963-90-5694-9
17. Ormos Mária. Világháború és forradalmak 1914–1919 (2009. december 9.). ISBN 978-963-90-5695-6
18. Püski Levente. A Horthy-korszak 1920–1941 (2010. január 6.). ISBN 978-963-09-5696-3
19. Ungváry Krisztián. Magyarország a második világháborúban (2010. január 20.). ISBN 978-963-09-5697-0
20. Gyarmati György. Demokráciából a diktatúrába 1945–1956 (2010. február 3.). ISBN 978-963-09-5698-7
21. Szakolczai Attila. Az 1956-os forradalom és szabadságharc (2010. február 17.). ISBN 978-963-09-5699-4
22. Rainer M. János. A Kádár-korszak 1956–1989 (2010. március 3.). ISBN 978-963-09-5700-7
23. Romsics Ignác. A Harmadik Magyar Köztársaság 1989–2009 (2010. március 17.). ISBN 978-963-09-5701-4
24. Pintér Éva. Időrendi áttekintés (2010. március 31.). ISBN 978-963-09-5702-1